# یانائول (شهرستان کراسنوکامسکی، باشقیرستان)
یانائول (انگلیسی: Yanaul, Novoyanzigitovsky Selsoviet, Krasnokamsky District, Republic of Bashkortostan) یک شهرک در شهرستان کراسنوکامسکی استان باشقیرستان کشور روسیه است.